# Philippus und Jakobus (Cortina d’Ampezzo)

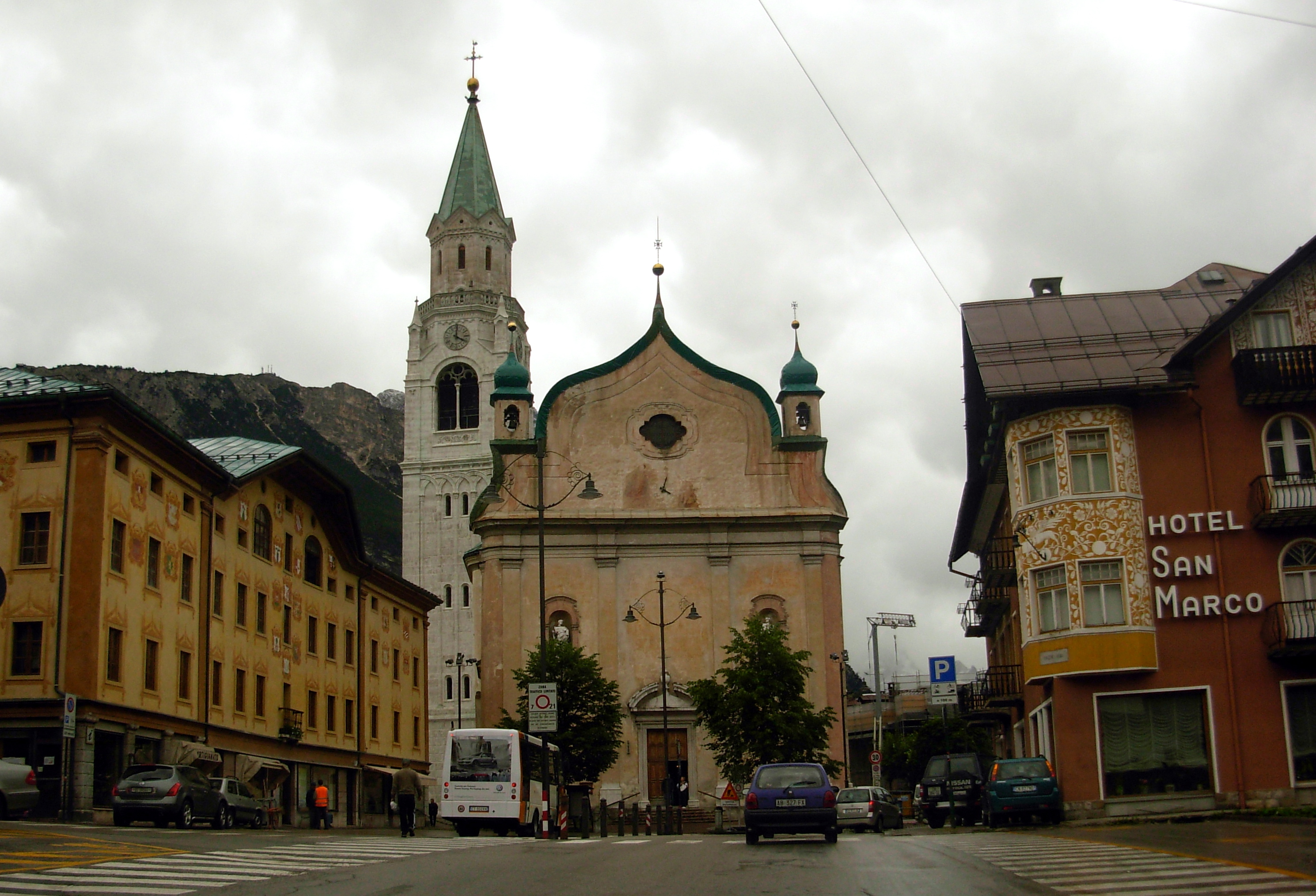
Ansicht der Kirche von Nordwesten (2007)

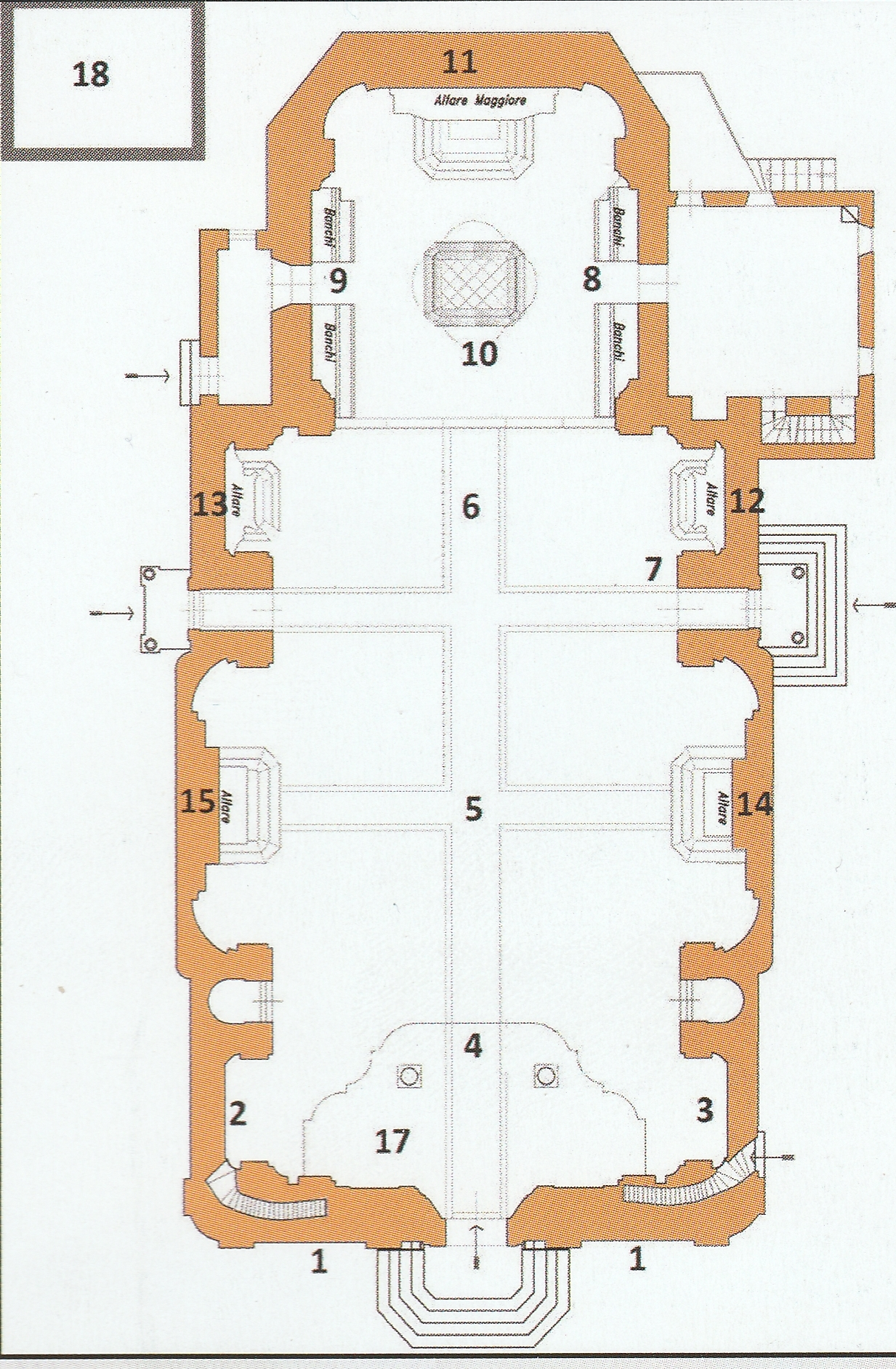
Grundriss der Kirche
Ziffern werden im Text erläutert.

Die Basilika der Heiligen Philippus und Jakobus (it. Basilica Parrocchiale SS. Filippo e Giacomo) steht am Corso Italia im Zentrum der venetischen Stadt Cortina d’Ampezzo. Papst Benedikt XVI. gab ihr 2011 den Titel Basilica minor.

## Geschichte
Die Kirche wurde zwischen 1769 und 1775 in barockem Stil nach Plänen des aus dem Gadertal stammenden Architekten G. Promperg-Costa errichtet. Sie nahm damit den Platz ein, den eine frühere Kirche ebenfalls vermutlich gotischen Stils innehatte und die aus dem Grund des Neubaus abgerissen wurde. In den Jahren 2007 bis 2009 wurde die Kirche aufwändig restauriert. Die Arbeiten erfolgten unter der Leitung des Architekten Gianluca Ghedini, auf Wunsch des Pfarrdekans Francesco De Luca und seines Nachfolgers Davide Fiocco.

## Beschreibung

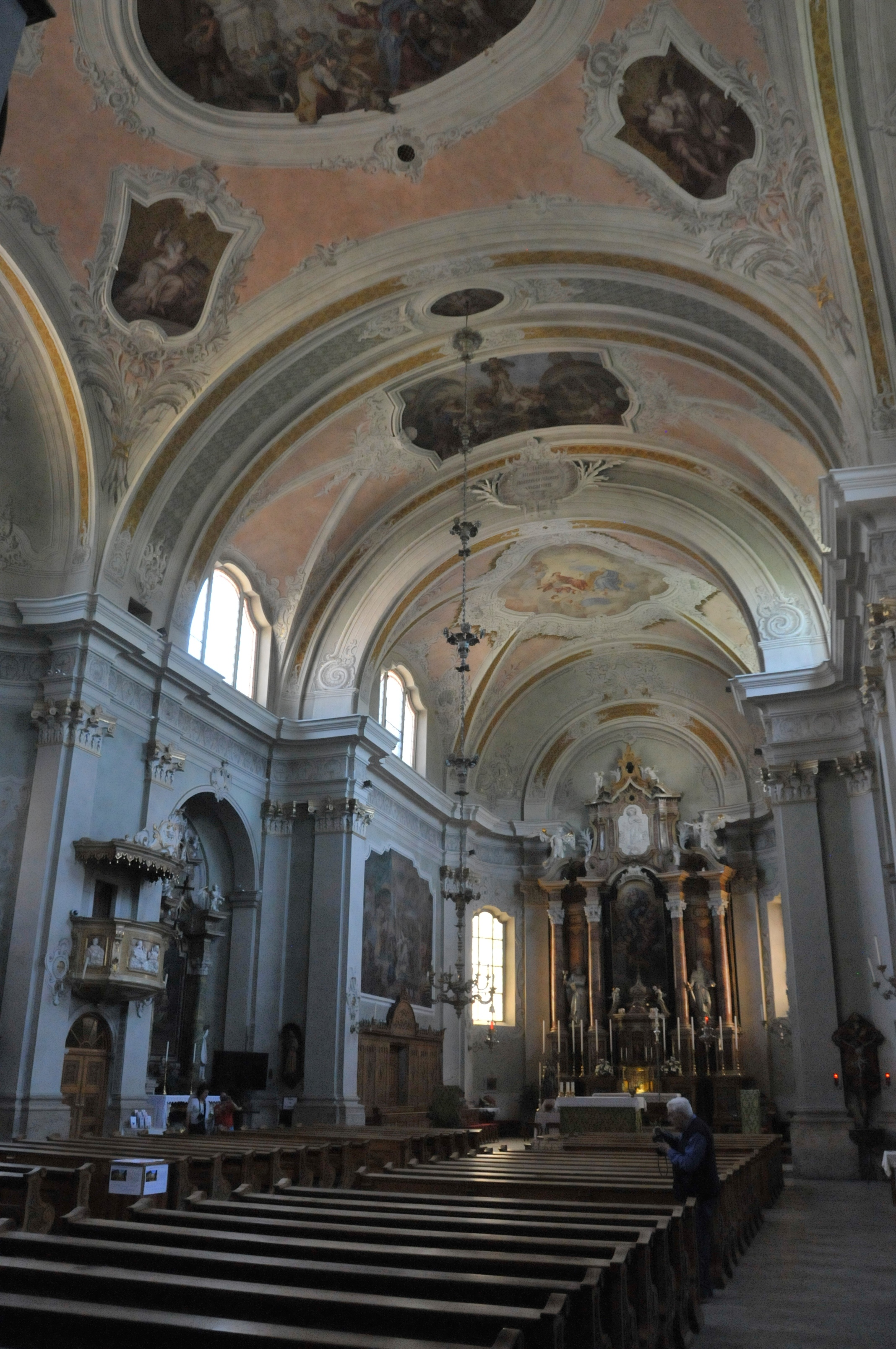
Linke Seite des Kirchenschiffes

### Portal und Inneres
Die Kirche ist in NW-SO-Ausrichtung gebaut, der Altarraum (10) befindet sich im Südosten. Dort steht auch der separat errichtete Glockenturm (18). Das Portal bildet das Zentrum der barocken Fassade und ist mit zwei Türmchen (1) versehen. Darüber sind zwei steinerne Statuen eines unbekannten venezianischen Künstlers angebracht, die die beiden Schutzpatrone Philippus und Jakobus (den Jüngeren) darstellen (letzterer irrtümlich mit den Insignien des Älteren ausgestattet). Schreitet man durch das Portal, so findet man ein Kirchenschiff vor, das an den Wänden nur wenige und flache Nischen aufweist, in denen nur die vier Seitenaltäre (12, 13, 14, 15) auffallen. Die Belichtung des Schiffes erfolgt durch die großen Fenster. Der Fußboden wurde im Jahre 2007 aus Dolomit-Platten verlegt, wobei man das historische Muster anhand alter Fotos anwandte. Der Ersatz der Heizung und Erneuerung elektrischer Leitungen gab den Anlass zur Bodenneuverlegung.

### Gemälde
Richtet man nun den Blick zu den Seiten, so schaut man auf die Fresken „Die Heiligen Rochus und Sebastian“ (2) und „Die Predigt des hl. Johannes des Täufers“ (3), beides Kunstwerke des Giuseppe Ghedina (1825–1898), der in Cortina d’Ampezzo lebte und wirkte. An der Kirchenschiffdecke zeigt sich die Freskenmalerei des durch zahlreiche Arbeiten in Tiroler und bayerischen Kirchen bekannt gewordenen Malers Franz Anton Zeiller (1716–1794), die er von 1774 bis 1775 ausführte. Über dem Betrachter, zu Beginn des Kirchenschiffes, sind das „Martyrium des hl. Jakobus“ (4) und „Die Verweisung der Händler aus dem Tempel“ (5) in der vorletzten und „Das Martyrium des hl. Philippus“ in der letzten Deckensektion vor dem Altarraum. Von Zeiller stammen auch weitere Kunstwerke: 14 Kreuzwegstationen, die beim rechten Eingangsportal (7) beginnen; zwei mit biblischen Motiven versehene große Gemälde im Presbyterium: „Esther von Assuero“ (8) (Ester 5,1-14 ) und „Das Urteil Salomos“ (9) (1 Kön 3,16–28 ). Die im Jahre 1859 übermalten Bilder wurden 1929 wieder freigelegt. Giuseppe Ghedina ist auch der Künstler des Werkes „Die heilige Dreifaltigkeit“ (10) von 1859 im Gewölbe des Presbyteriums.

### Altäre

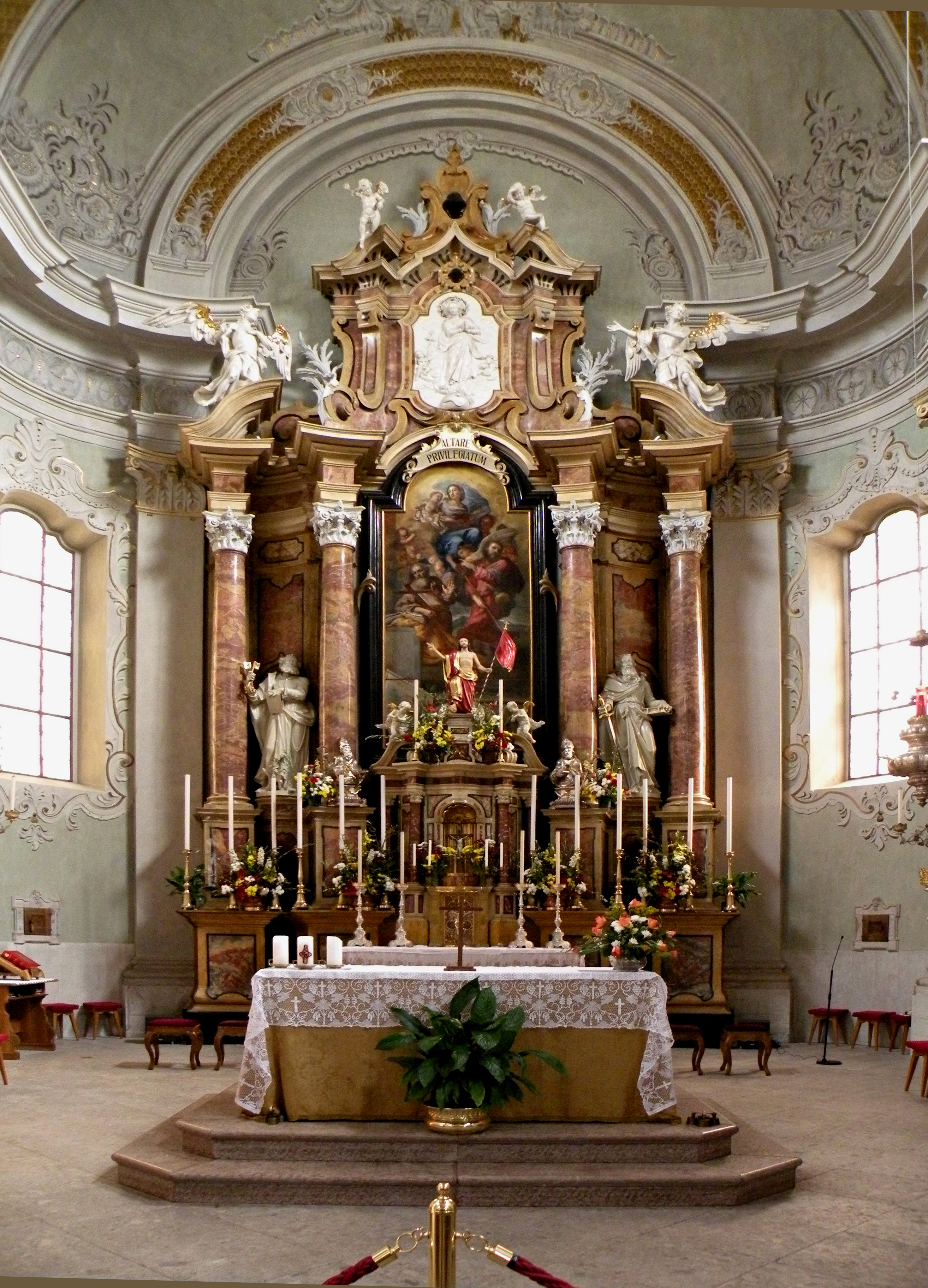
Hauptaltar

#### Hauptaltar
Im Jahre 1773 wurde von Johann Mussack jr. (1745–1793) der Hauptaltar (11) aus Holz mit Stuccolustro-Dekor mit den sechs Engeln und den beiden Statuen von Petrus und Paulus geschaffen. Schon 94 Jahre zuvor (1679) schuf Antonio Zanchi (1631–1722) das Altarbild mit „Jungfrau Maria und die hll. Philipp und Jakobus“. Giuseppe Lacedelli (1754–1832) aus Cortina d’Ampezzo fügte danach das Ortswappen an das Altarbild. Das Flachrelief oberhalb des Altars ist ein 1773 geschaffenes Werk der „Unbefleckten Jungfrau Maria“ von Peter Höpfner, aus dessen Werkstatt auch das an der Säule neben dem Chorgestühl stehenden Prozessionskreuz stammt, sowie die beiden kostbaren Beichtstühle, die früher neben dem Haupteingang standen, heute im Altarraum.

#### Seitenaltäre

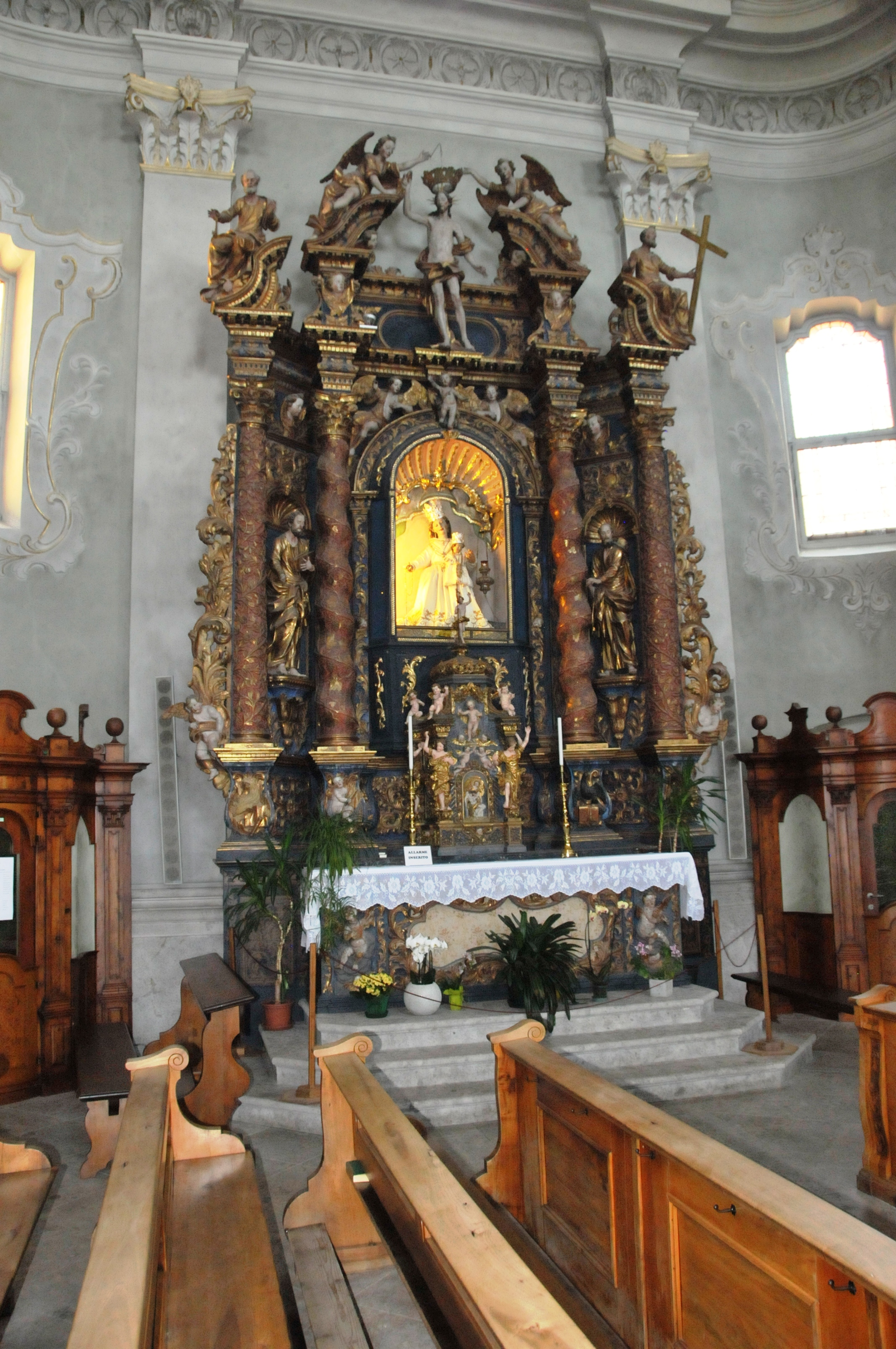
Altar der „Muttergottes des Rosenkranzes“

Die beiden vorderen Seitenaltäre (12, 13) aus hölzerner Marmorimitation, die mit zwei Heiligenstatuen geschmückt sind, stammen ebenfalls von Müssack. Man vermutet, dass die Reliquien unter dem rechten Altar (12) von Bischof Liberius stammen. Das Altarbild zeigt den „hl. Josef mit dem Kind“ von Giuseppe Ghedina, das untere Bild stammt vermutlich von seinem Sohn.
Im linken Altar (13) vermutet man die Reliquien eines „hl. Theophilus“, wohl des Theophilus von Caesarea. Der Maler Luigi Gillarduzzi (1822–1856) aus Cortina d’Ampezzo erhielt von der Gemeinde den Auftrag zum Altarbild der „Schmerzensmutter“.
Die beiden ältesten Altäre, die noch aus der Vorgängerkirche stammen, stehen in den Mittelnischen (14, 15). Auf dem Altar der „Madonna del Carmine“ (14) ist eine bemalte, vergoldete Holzskulptur aufgestellt. Das Altarbild wird dem Belluneser Maler Antonio Lazzarini (1672–1732) zugesprochen. Es zeigt die „Gottesmutter gibt die Schärpen den hl. Teresa von Ávila, Simon Stock und Petrus von Alcantara“.
Auf der anderen Seite (15) steht der Altar der „Muttergottes des Rosenkranzes“, der ab 1703 in der Werkstatt des Belluneser Bildhauers Andrea Brustolon (1662–1732) geschaffen wurde. Dieser Altar war in der Vorgängerkirche der Hauptaltar und enthielt das heute im Hauptaltar befindliche Altarbild von Zanchi. Heute birgt die Nische eine Marienstatue der Brixner Schule von Anfang des 16. Jahrhunderts. Eigenständige Werke von Brustolon sind der Tabernakel und wohl auch die Statuen von Philipp und Jakob.
Über dem Seiteneingang, neben dem Seitenaltar (13) hängt die Kanzel (ohne Nr.) aus Holz und Stuck eines ansonsten unbekannten Silvestro di Mai aus Cortina. Der davor in der Mitte des Raumes hängende wertvolle Kronleuchter mit 12 Lampen (ehedem Kerzen) stammt aus dem Venedig des 18. Jahrhunderts.

### Orgel

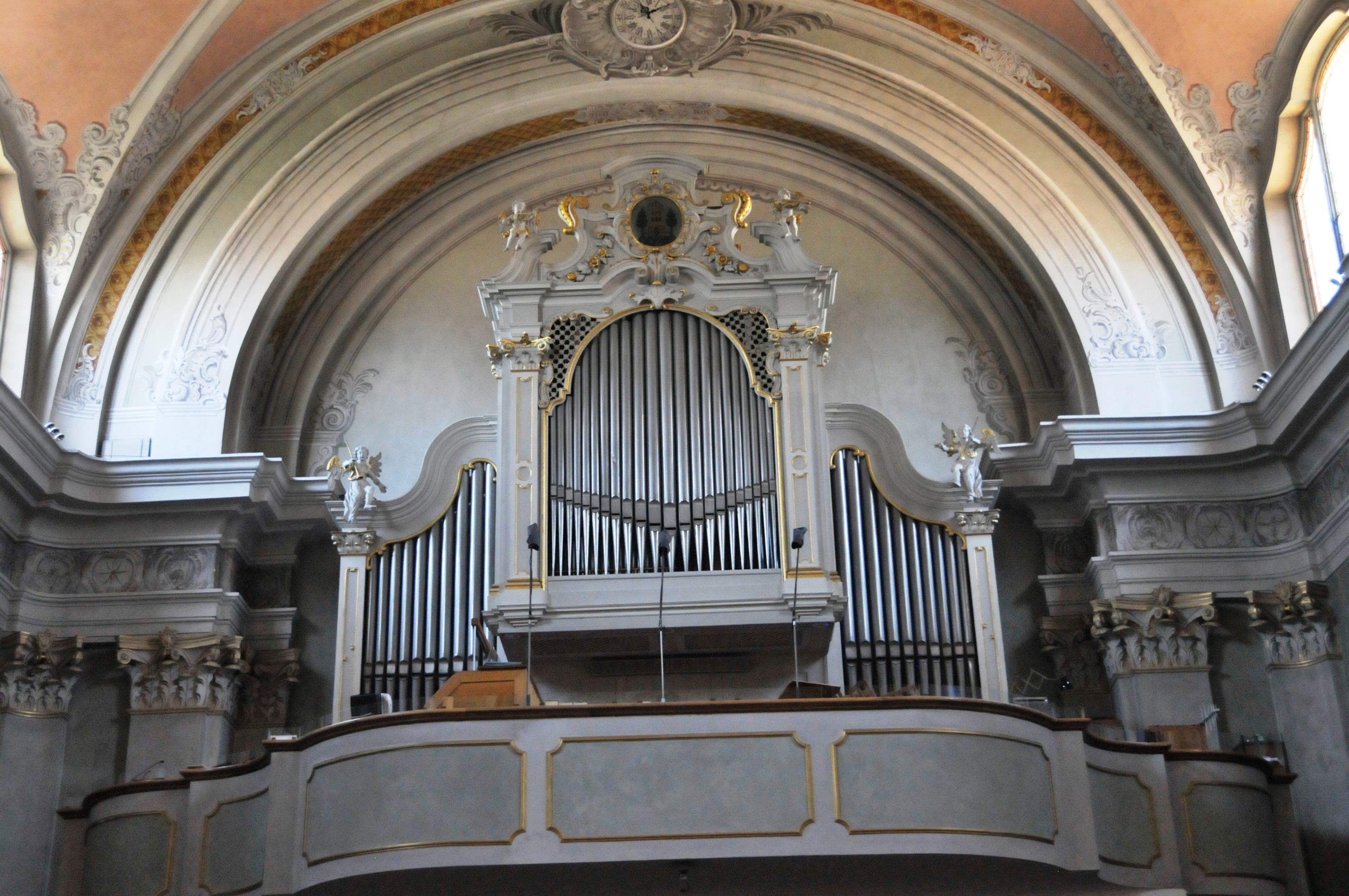
Blick auf die Orgel

Die Geschichte der Orgeln lässt sich bis in das Jahr 1561 zurückverfolgen; das damals erste Instrument wurde von einem unbekannten Meister erbaut. 1703 folgte ein Instrument, erbaut durch den Orgelbauer Franz Knecht aus Brixen. Ein drittes Instrument wurde 1777 von dem berühmten Orgelbauer Gaetano Callido (1727–1813) geschaffen; es hatte 18 Register. 1885 errichtete die Orgelbaufirma Zachistal & Capek aus Krems eine Orgel. 
Das heutige Instrument stammt aus der Werkstatt der Firma Mauracher. Es wurde 1954 erbaut und hat 54 Register auf drei Manualwerken und Pedal, darunter etliche Transmissionen und extendierte Register.
| I Positivo C–a3 |                       |         |
| 01.             | Corno camoscio        | 08′     |
| 02.             | Flauto delle Dolomiti | 08′     |
| 03.             | Principale            | 04′     |
| 04.             | Corno di notte        | 04′     |
| 05.             | Terza                 | 01 3⁄5′ |
| 06.             | Larigot               | 01 ⁄3′  |
| 07.             | Piccolo               | 01′     |
| 08.             | Cembalo III           |         |
| 09.             | Cromorno              | 16′     |
| 10.             | Regale                | 08′     |
|                 | Tremolo               |         |

| II Grand'organo C–a3 |                  |         |
| 11.                  | Corno camoscio   | 16′     |
| 12.                  | Quintadena       | 16′     |
| 13.                  | Principale       | 08′     |
| 14.                  | Flauto del Bosco | 08′     |
| 15.                  | Dulciana         | 08′     |
| 16.                  | Prestante        | 04′     |
| 17.                  | Terza            | 03 1⁄5′ |
| 18.                  | Flauto camino    | 04′     |
| 19.                  | Ottava           | 02′     |
| 20.                  | Cornetto II-V    |         |
| 21.                  | Grave IV         |         |
| 22.                  | Plein-Jeu IV-V   |         |
| 23.                  | Fagotto          | 16′     |
| 24.                  | Cromorno         | 08′     |
| 25.                  | Tromba           | 08′     |
|                      | Tremolo          |         |

| III Recitativo Espressivo C–a3 |                    |         |
| 26.                            | Principale         | 08′     |
| 27.                            | Flauto armonico    | 08′     |
| 28.                            | Corno di notte     | 08′     |
| 29.                            | Salicionale        | 08′     |
| 30.                            | Voce celeste       | 08′     |
| 31.                            | Ottava             | 04′     |
| 32.                            | Flauto traversiere | 04′     |
| 33.                            | Nazardo            | 02 ⁄3′  |
| 34.                            | Flautino           | 02′     |
| 35.                            | Terza              | 01 3⁄5′ |
| 36.                            | Settima            | 01 ⁄7′  |
| 37.                            | Progressio II-V    |         |
| 38.                            | Fagotto            | 16′     |
| 39.                            | Tromba armonica    | 08′     |
| 40.                            | Oboe               | 08′     |
| 41.                            | Schalmay           | 04′     |
|                                | Tremolo            |         |

| Pedale C–f1 |                      |         |
| 42.         | Contrabbasso         | 16′     |
| 43.         | Subbasso             | 16′     |
| 44.         | Gran quinta          | 10 2⁄3′ |
| 45.         | Basso                | 08′     |
| 46.         | Flauto coperto       | 08′     |
| 47.         | Tiorba II            |         |
| 48.         | Quinta (Ext. Nr. 44) | 05 1⁄3′ |
| 49.         | Corale               | 04′     |
| 50.         | Flautino (= Nr. 34)  | 02′     |
| 51.         | Cromorno (= Nr. 24)  | 16′     |
| 52.         | Bombarda             | 16′     |
| 53.         | Tromba (= Nr. 25)    | 08′     |
| 54.         | Corno di bassetto    | 04′     |

### Glockenturm

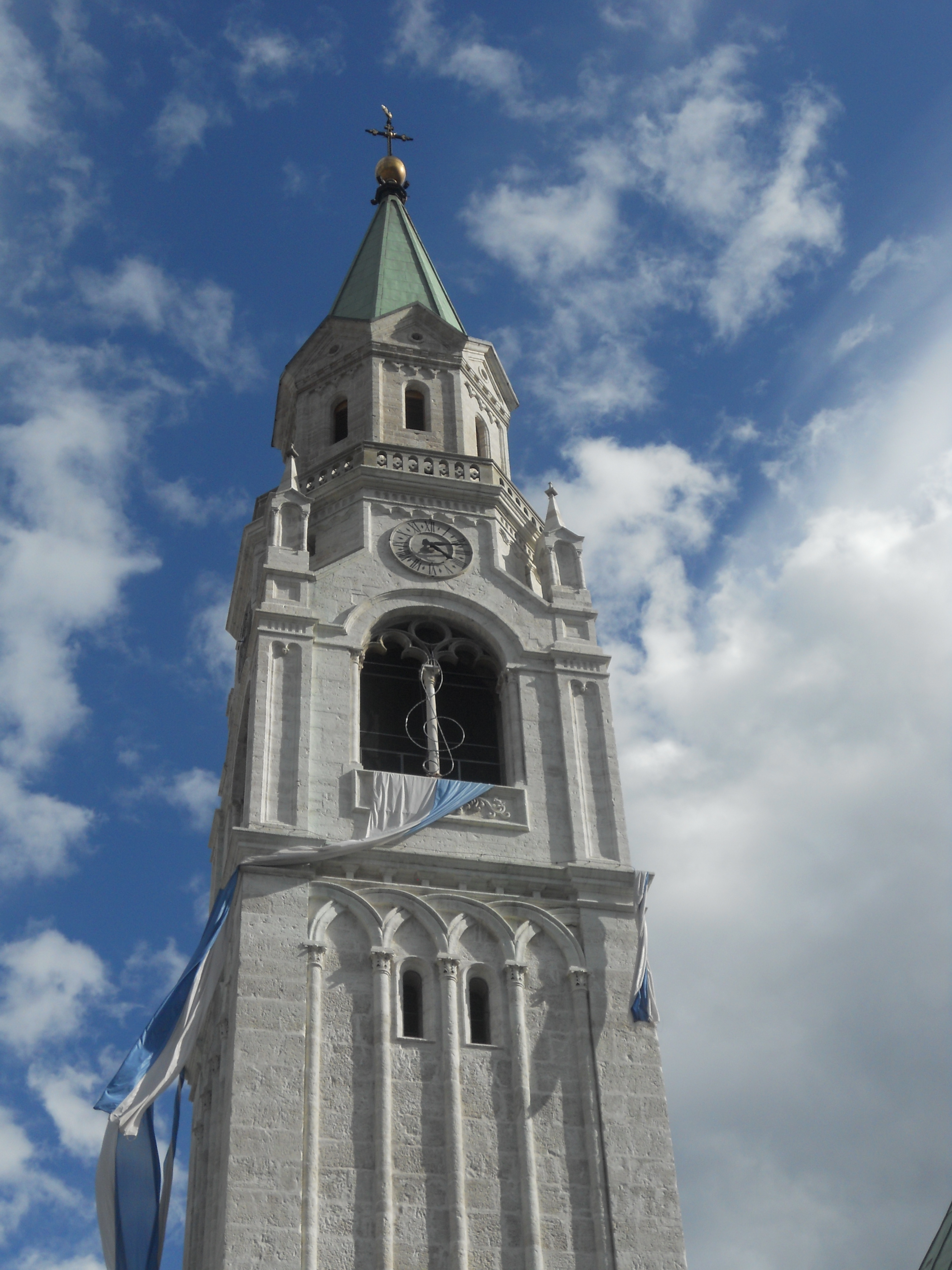
Kirchturmspitze

Die Geschichte des freistehenden Glockenturms (18) reicht bis ins Jahr 1590 zurück, als hier ein Vorgängerturm stand. Nachdem im neu gebauten Turm mehrmals die Glocken gebrochen waren und 1846 vom Turm Gestein auf die Straße gefallen war, montierte man die Glocken auf einem zwölf Meter hohen Holzturm am Vorplatz der Kirche. Der ortsansässige Unternehmer Silvestro Franceschi ließ im Jahre 1849 den Turm abbrechen und befestigte das Fundament sofort mit einem Pfahlwerk aus 400 Lärchenstämmen, bedeckt mit Steinen und Schotter. Franceschis Pläne wurden durch den Wiener Architekten Hermann von Bergmann bestätigt. Die Grundsteinsegnung erfolgte am 18. August 1852. Der Neubau des 69,5 Meter hohen Turms war 1858 beendet, so dass die neuen sechs Glocken der Glockengießerei Grassmayr aus Innsbruck am Weihnachtsabend 1858 zum ersten Mal wieder zum Gebet rufen konnten. Die Gesamtbaukosten mit Turmuhr und Geläut beliefen sich auf umgerechnet etwa 5 Mio. Euro. Auf der Turmspitze befindet sich eine vergoldete Kugel mit einem Durchmesser von 1 m.

#### Geläut
Der Turm beherbergt insgesamt 9 Glocken.
6 Glocken von Graßmayer (Innsbruck) bilden das schwingende Geläut. Die Große Glocke ist eine der größten und wertvollsten Glocken Venetiens.
| Nr. | Name | Gussjahr | Gießer              | Durchmesser (mm) | Masse (kg) | Nominal (16tel) |
| --- | ---- | -------- | ------------------- | ---------------- | ---------- | --------------- |
| 1   |      | 1857     | Graßmayr, Innsbruck | 1720             | 3.047      | h0              |
| 2   |      | 1851     | Graßmayr, Innsbruck |                  | 1.445      | d1              |
| 3   |      | 1857     | Graßmayr, Innsbruck |                  | 860        | f1              |
| 4   |      | 1857     | Graßmayr, Innsbruck |                  | 361        | h1              |
| 5   |      | 1857     | Graßmayr, Innsbruck |                  | 192        | d2              |
| 6   |      | 1857     | Graßmayr, Innsbruck |                  | 120        | f2              |

Außerdem gibt es noch drei weitere Glocken
- die „Agonie“ aus der zerstörten Kirche St. Katharina aus dem Jahre 1570
- die Glocke des Uhrwerks
- das Glöckchen des Feuerwächters

Der Intervention von Kaiser Karl I. ist es zu verdanken, dass die Glocken nicht das gleiche Schicksal erlitten wie meisten anderen des Reiches: Sie wurden nicht für Kriegszwecke eingeschmolzen. Karl I. besuchte Cortina d’Ampezzo 1917 auf der Reise zu den Kriegsschauplätzen am Piave.

## Dibona-Denkmal
Inmitten des Hauptplatzes unmittelbar vor der Kirche befindet sich das 1976 errichtete Denkmal des Ampezzaner Bergführers, Kaiserjägers und Dolomiten-Pioniers Angelo Dibona und eine bronzene Gedenktafel aus dem Jahr 2011 zum Besuch des Kaisers Maximilian im Jahr 1511.